# Нова Коперня
Нова Коперня (пол. Nowa Kopernia, нім. Küpper) — село в Польщі, у гміні Шпротава Жаґанського повіту Любуського воєводства.
Населення — 284 особи (2011).
У 1975-1998 роках село належало до Зеленогурського воєводства.

## Демографія
Демографічна структура станом на 31 березня 2011 року:
|          | Загалом | Допрацездатний вік | Працездатний вік | Постпрацездатний вік |
| -------- | ------- | ------------------ | ---------------- | -------------------- |
| Чоловіки | 141     | 34                 | 101              | 6                    |
| Жінки    | 143     | 25                 | 87               | 31                   |
| Разом    | 284     | 59                 | 188              | 37                   |